# Glattkäfer
Die Glattkäfer (Phalacridae) stellen eine Familie der Käfer dar, die weltweit 500 Arten umfasst.

## Merkmale
Es handelt sich um kleine, rundlich ovale, glänzende, meist schwarze oder braune Käfer, deren Körper stark gewölbt ist. Sie werden 1,2 bis 3,5 Millimeter lang. Die Fühler sind elfgliedrig und tragen eine dreigliedrige Fühlerkeule. Die großen Augen sind flach, der Kopf wird bis an die Augen in den Halsschild eingezogen. Die Tarsen sind fünfgliedrig, das dritte Glied ist zweilappig oder wenigstens an der Spitze ausgerandet. Das vierte Glied ist klein, die Klauen sind gezähnt. An der Basis der Flügeldecken befindet sich eine glatte, abgeschrägte, durch eine Querlinie abgegrenzte Gleitfläche für den auf die Flügeldecken übergreifenden Halsschild.

## Lebensweise
Die Glattkäfer sind Blütenkäfer; die Olibrus-Arten entwickeln sich in den Blütenköpfen von Korbblütlern, die Phalacrus-Arten meistens in den von Brand- u. Rostpilzen befallenen Ähren von Süß- u. Sauergräsern. Einige Arten bilden mehrere Generationen pro Jahr.

## Systematik
In Mitteleuropa sind die Glattkäfer durch drei Gattungen (Phalacrus, Olibrus, Stilbus) mit 24 Arten vertreten, in Europa sind es knapp 60 Arten und Unterarten aus fünf Gattungen.
- Olibrus aenescens Küster, 1852
- Olibrus aeneus (Fabricius, 1792)
- Olibrus affinis (Sturm, 1807)
- Olibrus baudueri Flach, 1888
- Olibrus bicolor (Fabricius, 1792)
- Olibrus bimaculatus Küster, 1848
- Olibrus bisignatus (Ménétriés, 1849)
- Olibrus castaneus Baudi, 1870
- Olibrus caucasicus Tournier, 1889
- Olibrus cinerariae Wollaston, 1854
- Olibrus congener Wollaston, 1864
- Olibrus corticalis (Panzer, 1797)
- Olibrus delicatulus Tournier, 1889
- Olibrus demarzoi Švec & Angelini, 1996
- Olibrus fallax Flach, 1888
- Olibrus flavicornis (Sturm, 1807)
- Olibrus gerhardti Flach, 1888
- Olibrus guttatus Tournier, 1889
- Olibrus koltzei Flach, 1888
- Olibrus liquidus Erichson, 1845
- Olibrus millefolii (Paykull, 1800)
- Olibrus norvegicus Münster, 1901
- Olibrus particeps Mulsant & Rey, 1861
- Olibrus pygmaeus (Sturm, 1807)
- Olibrus reitteri Flach, 1888
- Olibrus reyi Guillebeau, 1892
- Olibrus seidlitzi Flach, 1888
- Olibrus selvei Guillebeau, 1892
- Olibrus singularis Tournier, 1889
- Olibrus stierlini Flach, 1888
- Olibrus subaereus Wollaston, 1864
- Phalacrus atticus Guillebeau, 1894
- Phalacrus borealis Lafer, 1992
- Phalacrus brunnipes Brisout, 1863
- Phalacrus championi Guillebeau, 1892
- Getreide-Glattkäfer Phalacrus corruscus (Panzer, 1797)
- Phalacrus fimetarius (Fabricius, 1775)
- Phalacrus grossus Erichson, 1845
- Phalacrus incommodus Flach, 1888
- Phalacrus insularis Guillebeau, 1892
- Phalacrus maspalomensis Palm, 1975
- Phalacrus maximus Fairmaire, 1852
- Phalacrus mayeti Guillebeau, 1892
- Phalacrus nigrinus (Marsham, 1802)
- Phalacrus seriepunctatus Brisout, 1863
- Phalacrus siculus Tournier, 1889
- Phalacrus substriatus Gyllenhal, 1813
- Stilbus atomarius (Linnaeus, 1767)
- Stilbus oblongus (Erichson, 1845)
- Stilbus pannonicus Franz, 1968
- Schwarzbrauner Glattkäfer Stilbus testaceus (Panzer, 1797)
- Tinodemus mifsudi Švec, 2000
- Tinodemus polygramma polygramma (Flach, 1888)
- Tinodemus polygramma (Flach, 1888)
- Tolyphus punctulatus Rosenhauer, 1856
- Tolyphus granulatus (Guérin-Méneville, 1834)
- Tolyphus rufescens Pic, 1914